# Васил Найденов
Васил Михайлов Найденов е известен български поп-рок певец, композитор и текстописец.
Започва кариерата си като вокалист на рок група „Диана Експрес“, с която записва една от най-хитовите си песни „Синева“ (1976). Самостоятелната му кариера бележи своето начало от 1979 г. с песента „Адаптация“ от саундтрака към популярния едноименен филм. През 80-те години се превръща в една от звездите на българската поп сцена.

## Биография
Роден е на 3 септември 1950 г. в София. Завършва Строителния техникум „Христо Ботев“, а след това и естрадния отдел на Българската държавна консерватория, специалност пиано, през 1973. Израства с майка си Маргарита, баща си вижда години по-късно.
Васко Найденов работи като пианист и вокалист десет години. От 1970 г. е във вокално-инструментална група „Златни струни“ (сформирана през 1969 г. в гр. София, с първоначално име „Явление 69“), като тогава Христо Ламбрев е бил вокалист и на клавишни инструменти, Румен Спасов е бил баскитарист, Йордан Караджов е вокалист, Иван Мишев е бил ръководител на групата и китарист, Борислав Мишев е бил на ударни инструменти, групата през 1972 г. участва в международния фестивал „Златният Орфей“ за поп-музика /наричана по онова време естрадна/ ). През 1973 г. групата издава дебютната си самостоятелна малка плоча с 4 песни.
В началото на 70-те год. на 20-и век за кратко време се включва в оркестъра на Бисер Киров. През 1975 г. става солист на „Диана Експрес“, като пее във втория студиен албум на групата. Песента „Синева“ се превръща в голям хит, като не само му създава известност като певец, но и му носи първия прякор – Васко Синевата. След това закратко е клавирист в Тангра, като свири в синглите „Не знаеш умора“ и „Ако имаш време“. Последната печели награда в Младежкия конкурс за забавна песен. Последната група преди началото на соловата кариера е „Тест“.
Звездата му изгрява през 1979 г., когато песента от филма „Адаптация“ е обявена за „Мелодия на годината“. В същата година печели и Първа награда на „Златният Орфей“ с „Предутрин“. Популярността му расте с месеци. Почти всяка песен, която изпълнява, се превръща в шлагер: „Адаптация“, „Откровение“, „И утре е ден“, „А дали е така“.
През 80-те песните, изпълнявани от Васил Найденов, продължават да печелят награди: Втора награда на „Златния Орфей“ е присъдена на „По първи петли“ (1980) и „Любовта продължава“ (1982), а Трета награда – на „Угризение“ (1986). „Остани“ по музика на Тончо Русев печели Първа награда на радиоконкурса „Пролет“ (1983), а още три негови песни са обявени за „Мелодия на годината“ – „Адаптация“ (1979), „Телефонна любов“ (1982) и „Сбогом, казах“ (1985). „Чудо“ – пак по музика на Тончо Русев – „Мелодия на телевизионните зрители“ на същия конкурс през 1983 г.
Найденов завоюва признание и на международни конкурси като изпълнител: Първа награда на „Златният Орфей“ (1979), Втора награда на „Шлагерфестивал“ (Дрезден, 1981), Втора награда на фестивала „Гала“ в Хавана (1982). Представя се и на фестивалите в Сопот, Полша и Кнок, Белгия. Многократно е обявяван за певец на годината в анкетата на радиопредаването „Музикална стълбица“.
Най-многобройни са задграничните му турнета в СССР и ГДР. През 1990 г. работи с балета на Алла Пугачова „Телефон“, а съвместните му изяви включват дуети със Силвия Кацарова и концерти с Бони Тайлър (при гостуването ѝ в България).
Песента „Завръщане“ печели Голямата награда на обновения конкурс „Песни за Варна“ през 1995 г.
Има дуетна песен с Елвира Георгиева – „Може би ще дойда“ (1995).
От края на 1998 година в продължение на почти две години е автор и водещ, заедно с Богдана Карадочева на предаването за музика – „Почти полунощ е...“ в Нова телевизия. Преди това той има опит като тв водещ на „Шарен свят“ по Ефир 2, заедно с Катерина Евро. През 1998 година излиза песента „След края на света“ от саундтрака на едноименния филм. През 2004 г. той записва песента „Старата любов“ за „Хотел България (сериал)“ по Нова телевизия.
През 2018 г. е обявен за почетен гражданин на София.
В началото на 2019 година излиза новият му сингъл – „На случайна гара“, който е част от саундтрака на филма „Можеш ли да убиваш“.
Едни от най-големите му хитове през годините са: „Адаптация“, „Любовта продължава“, „А дали е така“, „Телефонна любов“, „Сбогом, моя любов“, „Бързаш, няма време“, „Пред утрин“, „Рали“, „Сигурно“, „Чудо“, „Тишина“, „Сбогом, казах“, „Огън от любов“ (дует със Силвия Кацарова), „Моля се“ (дует със Силвия Кацарова), „Нова година“ (дует с Богдана Карадочева), „Угризение“, „Остани“, „Откровение“, „Болката отляво“, „Клоунът“, „Междучасие“, „Казано честно“, „Почти забравена любов“, „След края на света“, „По първи петли“, „Джули“, „И утре е ден“, „Не мога без теб“, „Като слънце в огледало“, „Едно море“, „Вали“, „Молба“, „В твоето легло“, „Седем пъти“, „Маса за двама“, „Самотна лодка“, „Ще търсиш дълго ти“, „Бъди благословена ти“, „Сбогуване“, „В крак с модата“, „Брак на 33“, „Едва ли всичко пак ще се повтори“, „Последна изповед“, „Моя е“ (дует с Ивайло Колев), „Забравяте“, както и „Синева“ като солист на „Диана Експрес“, чиято песен е именно на групата.

## Личен живот
Васил Найденов не е женен и няма деца. Пресата нарича „член на неговото семейство“ продуцента и импресариото Ивайло Манолов, който работи с певеца около 30 години.
През 1992 г., в интервю с Антон Стефанов, Найденов се определя като бисексуален.
През май 2020 г. Найденов споделя своето недоволство относно това как хората го сочат с пръст заради сексуалността му в интервю пред Мариян Станков – Мон Дьо за Nova.

## Дискография

### Студийни албуми

#### С „Диана Експрес“
| Година | Име             | Вид | Издател   | Каталожен номер |
| ------ | --------------- | --- | --------- | --------------- |
| 1976   | „Диана Експрес“ | LP  | Балкантон | ВТА 1943        |

#### Самостоятелни
| Година | Име                | Вид     | Издател       | Каталожен номер              |
| ------ | ------------------ | ------- | ------------- | ---------------------------- |
| 1979   | „Адаптация“        | LP      | Балкантон     | ВТА 10540                    |
| 1982   | „Телефонна любов“  | LP и MC | Балкантон     | LP: ВТА 10975, MC: ВТМС 7034 |
| 1983   | „Чудо“             | LP и MC | Балкантон     | LP: ВТА 11234, MC: ВТМС 7065 |
| 1985   | „Молба“            | LP и MC | Балкантон     | LP: ВТА 11540, MC: ВТМС 7138 |
| 2003   | „Не мога без теб!“ | CD      | StefKos Music | SM 0312074                   |

### Малки плочи и сингли
| Година | Име                               | Вид | Издател   | Каталожен номер |
| ------ | --------------------------------- | --- | --------- | --------------- |
| 1979   | „Адаптация“                       | SP  | Балкантон | ВТК 3509        |
| 1979   | „Песен срещу вятъра“              | SP  | Балкантон | ВТК 3515        |
| 1981   | „Здраствуй, Могилёв!“             | SP  | Балкантон | ВТК 3602        |
| 1982   | „Телефонна любов“                 | SP  | Балкантон | ВТК 3716        |
| 1987   | „Всичко ми е наред“ – максисингъл | SP  | Балкантон | ВТС 12013       |
| 1987   | „Молба“                           | SP  | Балкантон | ВТК 3917        |
| 1990   | „Васил Найденов“                  | SP  | Балкантон | ВТК 3967        |

### Компилации
| Година | Име             | Вид     | Издател       | Каталожен номер |
| ------ | --------------- | ------- | ------------- | --------------- |
| 2000   | „Златни хитове“ | MC и CD | StefKos Music | SM0011021       |
| 2008   | „Хитовете“      | CD      | StefKos Music | SM0804117       |

## Филмография
- 1999 – „Големите игри“, 10 серии – себе си Завръщане от Рим играе Васил Найденов солист на Диана Експрес и изпълнява Майчице свята